# Idyllwild-Pine Cove
Idyllwild-Pine Cove ist ein Census-designated place im Riverside County im US-Bundesstaat Kalifornien, der sich aus den drei Nachbargemeinden Idyllwild, Pine Cove und Fern Valley zusammensetzt. Die Gemeinde wird von den beiden beliebten Kletterfelsen Tahquitz Peak und Suicide Rock flankiert. Bekannt ist Idyllwild-Pine Cove für das Bergresort "Mile-high Idyllwild" sowie seine Kulturszene, die sich durch die "Idyllwild Arts Foundation", die früher Teil der University of Southern California war, und das jährliche Musikfestival "Idyllwild Jazz in the Pines" auszeichnet.
Auch in verschneiten Wintern benötigt man vom gebirgigen Idyllwild-Pine Cove über die California State Route 74 nur eine Stunde, um hinab in die warme Wüste zu gelangen.
Die Orte Idyllwild, Pine Cove und Fern Valley sind allesamt unabhängige Ortschaften (also keine Citys). Das United States Census Bureau listet die drei Orte unter dem Namen Idyllwild-Pine Cove als einen einzigen Census-designated place, obwohl die Anwohner hiermit häufig nicht übereinstimmen.
Das U.S. Census Bureau hat bei der Volkszählung 2020 eine Einwohnerzahl von 4.163 ermittelt.

## Geografie
Politisch betrachtet liegt Idyllwild-Pine Cove im zentralen westlichen Riverside County im US-Bundesstaat Kalifornien in den USA. Die Ortschaft ist komplett von gemeindefreiem Gebiet umgeben. Die California State Roue 243 führt quer durch das Stadtgebiet, südlich der Ortsgrenze verläuft außerdem die California State Route 74.
Die Gemeinde befindet sich in den San Jacinto Mountains, deren höchste Erhebung mit 3302 m der San Jacinto Peak, Südkaliforniens zweithöchster Berg, darstellt. Der Ort selbst liegt auf ungefähr 1600 m in einem Hochgebirgstal, das vom ganzjährig fließenden Strawberry Creek geteilt wird. Der Ortsteil Pine Cove liegt auf einem Gebirgskamm 300 m über Idyllwild. Die lokale Flora wird von der Gelb-Kiefer dominiert.
Die ungefähr 200 km entfernten Städte Los Angeles und San Diego können per Auto in zwei Fahrstunden erreicht werden, der beliebte Urlaubsort Palm Springs liegt eine Stunde entfernt.
Idyllwild-Pine Cove hat 3874 Einwohner (Stand: 2010) und erstreckt sich auf eine Fläche von 35,568 km², von der 25,542 km² Landfläche sind; die Bevölkerungsdichte beträgt somit 109 Einwohner pro Quadratkilometer und ist sehr niedrig.

## Geschichte

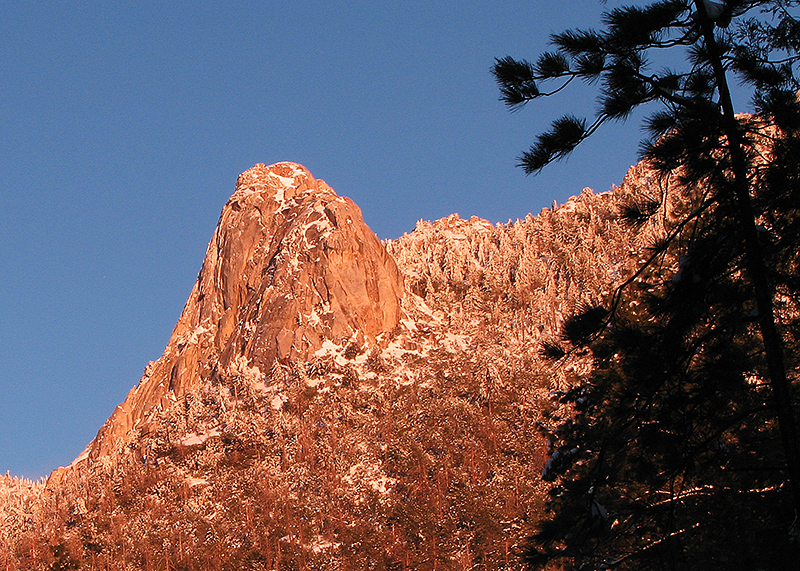
Tahquitz Rock bei Sonnenuntergang

Idyllwild diente den Cahuilla einst als Sommerlager, die sich hier vor der Hitze in den tiefergelegenen Wüsten schützen wollten. Spuren von Werkzeuggebrauch sind noch heute vorhanden. Eine Cahuilla-Legende berichtet von ihrem Häuptling Tahquitz, nach dem heute ein Felsen in Idyllwild-Pine Cove benannt ist.
Ursprünglich trug Idyllwild aufgrund der hier wild wachsenden Erdbeeren den Namen Strawberry Valley; besonders am ebenfalls hiernach benannten Strawberry Creek waren die Vorkommen groß. Hirten kamen mit ihren Schafen in das Tal. In den 1880er Jahren siedelte sich die Familie Domenigoni aus San Jacinto in der Nähe der heutigen Idyllwild Arts Foundation an. Im Jahr 1889 errichteten George und Sarah Hannahs unweit ihres Sägewerks im höher gelegenen Dutch Flat ein Sommerlager. Ab den 1890er Jahren wurde von Hemet aus eine Mautstraße gebaut, die Idyllwild für Ansiedlungen, Holzernte und Tourismus attraktiv machte. 1893 wurde ein Postamt in der Siedlung gegründet; diese trug damals nach Sarah Hannahs erstem Sohn Raymond den Namen Rayneta.
Im Jahr 1901 wurde zur Behandlung von Tuberkulosepatienten das "Idyllwild Sanatorium" errichtet. Schon bald wurde die Anlage zu einem Ferienresort namens "Idyllwild Among the Pines" umgebaut, das seinen Namen kurz danach in "Idyllwild" änderte. Seit 1901 ist dies auch der Name des Ortes.
Mit der Erfindung des Automobils wurde Idyllwild zu einer Wochenendattraktion für Südkalifornier. Über Jahre präsentierte sich der Ort als alpines Dorf, die Hotels und Unternehmen trugen in dieser Zeit deutsche oder deutschklingende Namen. Im Zweiten Weltkrieg wurde diese Benennung aufgegeben.
Von den 1930er bis zu den 1950er Jahren war Idyllwild ein Zentrum der Kiefernmöbelindustrie. Unter der Leitung von Charles „Selden“ Belden wurden die Möbel durch die "Idyllwild Pinecraft Furniture Company" produziert, später wurde diese Aufgabe von der "C. Selden Belden Idyllwild Pinecraft" wahrgenommen. Die damals hergestellten Möbel gelten heute als Sammlerstücke und sind noch in vielen Häusern und Hütten in Idyllwild zu finden.
Ab den 1950er-Jahren wurde die Gegend zum Refugium vermögender Mittelständler aus dem nahen Los Angeles, die zum damaligen Zeitpunkt im weitesten Sinne als alternativ galten. Zeugnis dieser Epoche ist die Pearlman Mountain Cabin, mit der Architekt John Lautner die spätere Space-Age-Architektur vorwegnahm. In den späten 1960er und 1970er Jahren erlebte der Ort einen starken Zufluss durch Hippies. Diese veränderten den Naturraum und beunruhigten viele Alteingesessene. Timothy Leary lebte auf einer Ranch im nahen Garner Valley, die als Hauptquartier der The Brotherhood of Eternal Love diente. Das Gelände dient heute als Rückzugsort für Familien mit krebskranken Kindern.
Von 1974 bis 1979 fand das Idyllwild Bluegrass Invitational statt, damals das einzige Bluegrass-Festival in Südkalifornien. In den 1950er, 1960er und 1970er Jahren war Idyllwild außerdem Gastgeber des Bear Flag Festivals, ein Fest zu Ehren der Flagge Kaliforniens. Es diente auch dazu, an das Verschwinden des Grizzlybären aus Kalifornien zu erinnern. Einer lokalen Legende nach wurde der letzte kalifornische Grizzlybär am Hurkey Creek im nahen Garner Valley getötet.
Eine andere Legende berichtet, dass in unregelmäßigen Abständen in Idyllwild eine große, humanoide Kreatur gesichtet wurde, die den Spitznamen „Idyll-Beast“ erhielt. Das Wesen wurde Anfang der 1970er Jahre in dem Dokumentarfilm Monster from Mt. Atlas behandelt. Der Mount Atlas ist ein kleiner Felsvorsprung im Hügelland, ungefähr 2 km vom Ortskern entfernt.
Die meisten Schüler im Highschoolalter aus Idyllwild besuchen eine Schule in Hemet, weshalb sie mit dem Schulbus eine Strecke von 56 km und 910 m Höhenunterschied zurücklegen müssen. Seit den 1950er Jahren setzen sich daher Eltern aus Idyllwild für eine Highschool im Ort selber ein, jedoch wurden bisher alle Versuche wieder aufgegeben.
1925 wurde in Idyllwild die Boy-Scouts-of-America-Gruppe "Tribe of Tahquitz" gegründet.
Das Yosemite Decimal System zur Einstufung der Schwierigkeit von Wander- und Kletterwegen wurde in den 1950er Jahren am Tahquitz Rock von Mitgliedern des Sierra Clubs gegründet.
Idyllwild sowie Garner Valley und der Lake Hemet wurden seit der Stummfilmzeit mehrmals als Drehorte verwendet, etwa für Teile des Stummfilms The Squaw Man von 1914. In späteren Jahren wurden an der Garner Ranch Western wie Guns and Guitars (1936), Heading for the Rio Grande (1936), Springtime in the Rockies (1937), Brothers in the Saddle (1949), Riders of the Range (1949) und Storm over Wyoming (1950) gedreht. Die Garner Ranch wurde außerdem in der Fernsehserie Bonanza als Ponderosa Ranch bekannt. 1962 wurde der Film Kid Galahad – Harte Fäuste, heiße Liebe mit Elvis Presley in Idyllwild und seinem Umland gefilmt, ebenso wie später eine Beerdigungsszene im Film Die wilden Engel (1966), außerdem Teile der Serie Airwolf sowie Werbespots der Autobauer General Motors, Dodge und Ford.

## Politik
Idyllwild-Pine Cove ist Teil des 28. Distrikts im Senat von Kalifornien, der momentan vom Demokraten Ted Lieu vertreten wird, und des 71. Distrikts der California State Assembly, vertreten vom Republikaner Brian Jones. Des Weiteren gehört Idyllwild-Pine Cove Kaliforniens 36. Kongresswahlbezirk an, der einen Cook Partisan Voting Index von R+1 hat und vom Demokraten Raul Ruiz vertreten wird.
Nach Maximus Mighty-Dog Mueller I und Maximus Mighty-Dog Mueller II (Bürgermeister Max II) ist auch Max III, der dritte und aktuelle Bürgermeister von Idyllwild, ein Golden Retriever.